# 程璧光

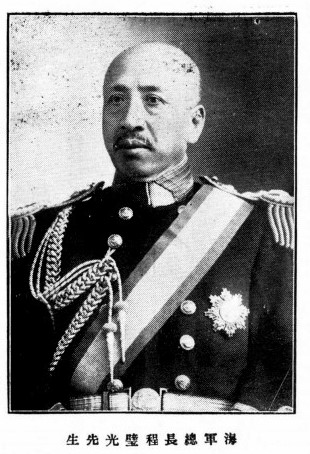
《民国之精华》中的海軍總長程璧光

程璧光（1859年—1918年2月26日），字恒啟，號玉堂，廣東省廣州府香山縣人；清末至民國初年中國海軍將領。程璧光原為廣東水師廣丙號艦管帶，曾參加甲午戰爭。北洋艦隊覆沒後，由程璧光向日軍提交降書。事後程被革職，轉而參加革命。民國成立後，一度任北洋政府下之海軍總長。同鄉友人孫中山發動護法運動後，程璧光率艦隊南下廣州支持護法。後於廣州被暗殺。

## 生平
程璧光之父原為在美洲經商之商人。程璧光十歲時父歿，程璧光與家人扶靈回國，投靠其姐夫陸雲山。陸雲山為福建水師靖遠號管帶，程璧光於是在1875年進入福州船政後學堂學習駕駛。畢業後曾上練習艦，之後任福建水師“超武”、“元凱”號炮船管帶。福建水師覆滅後，任船政學堂教習，之後再任廣東水師廣甲號幫帶，廣丙號管帶。
1894年清廷校閱海軍，廣甲、廣乙及廣丙三艦北上參加。期間朝鮮局勢緊張，程璧光向李鴻章建議廣東艦隊三艦暫留北洋，獲得接納。黄海海战期間，廣丙從後方馳援投入戰鬥，開炮擊傷日艦西京丸號，迫其脫離。程璧光亦中彈受傷。後來北洋水師被困威海衛，威海衛將陷落時，提督丁汝昌及各總兵俱自盡。殘留之清軍議降，以丁汝昌之名寫下降書，由程璧光乘炮艦交日軍。
程璧光於戰後受責，被革職回鄉。因與孫中山有同鄉之誼，程璧光在其弟及孫中山之勸說下在廣州加入革命黨興中會。1895年興中會首次起義，不慎秘密外泄，程璧光恐受株連逃亡南洋。期間李鴻章路經南洋，程璧光往探訪，獲李鴻章承諾說情赦免甲午戰爭之罪，於是程璧光於1896年回國，先任軍艦監造專員，到英國監製巡洋艦，後於1909年任巡洋艦隊統領。
程璧光至少在1895年就认识孙中山。早年程璧光和弟弟程奎光都考入了“福建船政学堂”，毕业后成为了海军军官，进入广东水师。甲午海战时，程璧光率舰队正好在天津出差，主动要求参战。程璧光参加了中日海战的几次主要战事，并在战斗中负伤。战后他回到广东，这时他弟弟程奎光已经参加了杨衢云、孙文领导的兴中会。在其弟弟的介绍下，程璧光也加入了兴中会。1895年10月，兴中会发动广州起义，结果失败，程奎光被捕后遇害。程璧光则逃到了南洋。1896年，李鸿章去欧洲途径槟榔屿，程璧光拜见了这位主管过海军的上司。李鸿章邀请他回国参与重建海军。于是程璧光回到了国内，重归大清海军。当时大清海军分为两个舰队：巡洋舰队、长江舰队。到辛亥革命爆发时，程璧光已担任巡洋舰队司令，正率舰队在海外出访。
1911年4月，程璧光率領巡洋艦隊屬下海圻艦，前往英國參加英皇喬治五世加冕，然後出訪美國、古巴，航程30,850海浬，途經8個國家。同盟會員李鐵夫與趙公璧、鄧家彥冒死登艦，慷慨陳辭，希望海圻艦官兵加入同盟會，策動程璧光帶領艦隊官兵回國後起義，參與反清革命。駛至新加坡途中，程璧光下令各官兵剪去辮子。10月，海圻艦途經英格蘭，傳來辛亥革命消息。程璧光及海圻艦管帶率艦上官兵支持革命，清朝海軍亦於12月決定支持革命，並推舉程璧光為海軍總司令。1912年1月1日，海圻艦在英格蘭易幟，改用五色旗。同年5月，程璧光及海圻艦返回上海。
1913年二次革命期間，程璧光一度出國暫避。1916年袁世凱死後，由黎元洪任總統，程璧光被任為海軍總長。1917年5月，因国会议员被暴民围殴，程璧光与司法总长张耀曾、农商总长谷锺秀同时辞职。7月1日，张勋复辟，程璧光在上海反对复辟，派出林颂庄“海筹舰”、杜锡珪“海容舰”驶赴天津接黎元洪南下，军舰被段祺瑞扣押。虽然复辟失败，段祺瑞却无意恢复已被解散的国会，21日，程璧光率第一艦隊数只船舰，宣告独立，南下廣州，支持孫中山護法運動。在第一次護法中，程璧光及海軍是孫中山主要依靠的實力。其間孫中山曾欲指揮海軍艦隻炮轟觀音山莫荣新督軍府，但為程璧光所阻。
民國七年（1918）2月26日晚上8點半，程璧光在廣州海珠碼頭遭槍擊暗殺，當場死亡。後追晉海軍上將。
暗殺程璧光的兇手並未被逮捕，其身份至今不明。程璧光被刺後，當時護法軍政府的大元帥府首先發出緝凶的通令，指令廣州地方軍警部門“一體嚴緝，務獲懲辦”；廣東代理督軍莫榮新也兩次發布懸賞緝凶的布告，惟凶手始終未獲。案件至今仍未發現確鑿的新證據，被認爲是民國史研究中一個未解的謎案。
程璧光為何被刺及系何方所為，在當時大體有“系舊桂系軍閥所為”“系莫榮新等所為”“系中華革命黨人所為”幾種說法。張戎認爲，孫中山的祕書朱執信組織了行刺。罗翼群（时任大元帅府少将参军）所著《有关中华革命党活动之回忆》一文中，認為是中華革命黨員，同時也是孙中山的亲信朱执信因不滿程壁光對孫中山命令的抵制，決定指使殺手行刺。此外，张慕融的《张民达传略》、李朗如、陆满的《从龙济光入粤到粤军回事期间的广东政局》，也提及此事。暗杀行动是由张民达、萧觉民、李汉斌三人小组所为。

## 紀念像

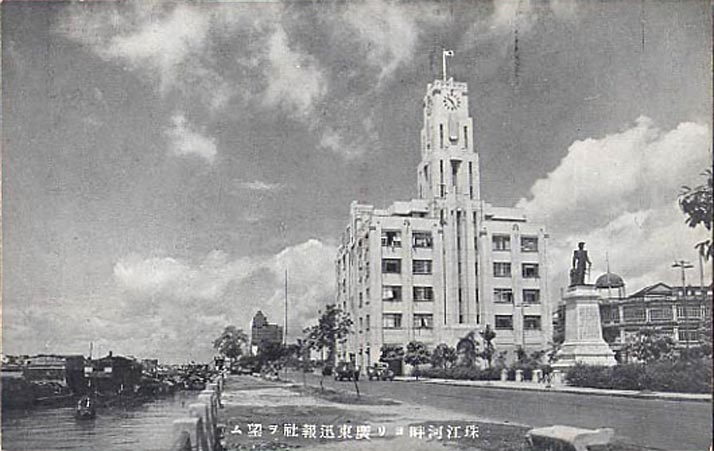
永安堂，虎標萬金油於廣州市的廠房，門口前為程璧光的塑像。

在廣州海珠石東端的地方，1921年起立有程璧光像，後來因擴築新堤而被移至广州永安堂東面前（長堤大馬路路邊）安放。1960年代，程璧光像被毀，換成今日見到的工人雕像（陳本宗、凌鎮威合作的《創業者》）。
塑像基座原有的碑文：
|  | 故海軍上將程公璧光，治海軍四十年，於民國五年任海軍總長。持大節，尚廉信，屹然為天下重。六年亂作，奉黎大總統南下，遂與今總裁孫公定大計，偕今總裁林公率艦隊至廣州，倡護法，國命賴以弗墜。七年二月二十六日，被刺於海珠軍次，天下痛惜，相與范金鑄像，垂哀思於無窮。中華民國九年春，二月二十六日立。汪兆銘撰並書。 |